# Garda Conștiinței Naționale
Garda Conștiinței Naționale, era o organizație cetățenească, antisemită și anti-comunistă, înființată în mai 1919. Se afla sub președinția lui Constantin Pancu și avea sediul în Iași. A fost absorbită de "Liga Apărării Național Creștine".